# (7534) 1995 UA7
A (7534) 1995 UA7 a Naprendszer kisbolygóövében található aszteroida. Simizu Josiszada és Urata Takesi fedezte fel 1995. október 26-án.